# Shari Sebbens
Shari L. Sebbens es una actriz australiana, conocida por haber interpretado a Julie en Redfern Now.

## Biografía
Shari tiene cinco hermanos y tiene herencia indígena.
Estudió por tres años en la escuela Instituto Nacional de Arte Dramático (NIDA). 
También estudió un curso de teatro aborigen en el Academia de Australia Occidental de Artes Escénicas.

## Carrera
En el 2012 se unió al elenco de la película The Sapphires donde interpretó a Kay McCrae, una mujer aborigen que se une junto a sus familiares Julie (Jessica Mauboy), Cynthia (Miranda Tapsell) y Gail McCrae (Deborah Mailman) para formar un grupo de cantantes de soul conocido como «The Sapphires». 
Ese mismo año apareció en la obra A Hoax y en la miniserie aborígena Redfern Now donde interpretó a Julie.
En el 2014 aparecerá en la serie aborígena The Gods of Wheat Street.

## Filmografía

### Series de televisión
| Año             | Título                   | Personaje       | Notas                 |
| --------------- | ------------------------ | --------------- | --------------------- |
| 2018 - presente | The Heights              | -               |                       |
| 2018            | A Chance Affair          | Aviante         | ep. "Just Like Smoke" |
| 2014, 2016      | Black Comedy             | Invitada        | 4 episodios           |
| 2015            | 8MMM Aboriginal Radio    | Jessie          | 6 episodios           |
| 2014            | Soul Mates               | Samus           | 2 episodios           |
| 2014            | The Gods of Wheat Street | Isolde Freeburn | 6 episodios           |
| 2012            | Redfern Now              | Julie           | episodio "Joy Ride"   |

### Películas
| Año  | Título          | Personaje       | Notas                                                      |
| ---- | --------------- | --------------- | ---------------------------------------------------------- |
| 2018 | Australia Day   | Sonya Mackenzie | junto a Bryan Brown y Matthew Le Nevez                     |
| 2012 | The Sapphires   | Kay McCrae      | junto a Jessica Mauboy, Miranda Tapsell y Deborah Mailman  |
| 2010 | Before the Rain | Anna            | corto - junto a Ryan Corr, Bonnie Sveen y Kenji Fitzgerald |

### Teatro
| Año  | Obra       | Personaje    | Director         | Teatro           | Notas                                                   |
| ---- | ---------- | ------------ | ---------------- | ---------------- | ------------------------------------------------------- |
| 2014 | Lobby Hero | Oficial Dawn | Kenneth Lonergan | Old 505 Theatre  | junto a Tom Oakley                                      |
| 2012 | A Hoax     | Miri Smith   | -                | La Boite Theatre | junto a Glenn Hazeldine, Sally McKenzie y Charles Allen |

## Premios y nominaciones
| Año  | Categoría                   | Premio               | Serie       | Resultado |
| ---- | --------------------------- | -------------------- | ----------- | --------- |
| 2013 | Most Outstanding New Talent | Graham Kennedy Award | Redfern Now | Ganadora  |